# Barbara Demmig-Adams
Barbara Demmig-Adams (* 7. Oktober 1955 in Düsseldorf) ist eine deutsche Biologin und Hochschullehrerin an der University of Colorado in Boulder. 

## Werdegang
Demmig-Adams studierte Biologie und Chemie an der Julius-Maximilians-Universität Würzburg und promoviert dort 1984 in Pflanzenphysiologie. Von 1984 bis 1986 forschte sie als Postdoc am Pflanzenbiologischen Institut der Carnegie Institution of Washington in Stanford in USA. Sie wechselte anschließend zurück an die Universität Würzburg  und habilitierte dort 1986. Seit 1989 arbeitet sich an der University of Colorado in Boulder im Fachbereich „Ecology and Evolutionary Biology“. Im Jahr 1990 wurde sie Assistant Professor, 1994 Associate Professor und seit 1998 ist sie Professorin für den Fachbereich. 2013 wurde sie zu „Professor of Distinction“ ernannt.

## Forschung
Demmig-Adams erforscht, mit welchen Mechanismen sich Pflanzen vor zu viel Sonnenlicht schützen (Photoprotektion). So konnte sie durch ihre Forschung an Balsam-Pappel, dem Gemeinen Efeu und dem Köstlichen Fensterblatt zeigen, dass in Pflanzen der gelb-orange Farbstoff Zeaxanthin eine wichtige Rolle bei der Umwandlung von Licht in Wärme spielt. Der Xanthophyllzyklus dafür sorgt, dass die Pflanzen bei hoher Strahlungsintensität keinen Schaden nehmen. Daneben beschäftigt sie sich mit den molekularen Mechanismen des pflanzlichen Photoprotektion und der Photoinhibition. Unter Photoinhibition versteht man die Hemmung der Photosynthese durch hohe Beleuchtungsstärken weit über dem Lichtsättigungspunkt.
Demmig-Adams entdeckte, dass die Mechanismen der Photoprotektion bei Pflanzen den Mechanismen ähneln, die das menschliche Auge vor Schäden durch zu starken Lichteinfall bewahren. In Pflanzen ist dafür das gelb-orange Zeaxanthin verantwortlich und im menschlichen Auge das gelb-orange Lutein im „Gelben Fleck“ auf der Netzhaut (Macula lutea). 

## Auszeichnungen
- seit 2011 Mitglied (Matrikel-Nr. 7414) in der Sektion Organismische und Evolutionäre Biologie der Nationalen Akademie der Wissenschaften Leopoldina[2]
- 1992 – 1997 Fellowship in Science and Engineering, David and Lucile Packard Foundation[3]
- 1987 Preis für Biologie der Akademie der Wissenschaften zu Göttingen